# Anopheles xelajuensis
Anopheles xelajuensis este o specie de țânțari din genul Anopheles, descrisă de Leon în anul 1938. Conform Catalogue of Life specia Anopheles xelajuensis nu are subspecii cunoscute.